# Coleophora portulacae
Coleophora portulacae é uma espécie de mariposa do gênero Coleophora pertencente à família Coleophoridae.